# Hypertrophinae
Famille
Les Hypertrophinae sont une sous-famille de lépidoptères (papillons) de la famille des Depressariidae. Certaines sources les placent cependant dans les Oecophoridae ou les Elachistidae, d'autres en font une famille distincte (Hypertrophidae).
Ils sont originaires d'Australie, sauf deux espèces qui sont originaires de Nouvelle-Guinée.
Leurs chenilles se nourrissent généralement sur les Myrtaceae. Leurs chrysalides sont nues et se tiennent debout sur leur extrémité.
Cette sous-famille comprend 49 espèces réparties dans onze genres :
- Allotropha Diakonoff, 1954
- Callizyga Turner, 1894
- Eomystis Meyrick, 1888
- Epithetica Turner, 1923
- Eupselia Meyrick, 1880
- Hypertropha Meyrick, 1880
- Oxytropha Diakonoff, 1954
- Peritropha Diakonoff, 1954
- Progonica Turner, 1947
- Thudaca Walker, 1864